# Generational Divide
«Generational Divide» —en español: «División generacional»— es una canción de la banda de rock estadounidense Blink-182, incluida en su octavo álbum de estudio, Nine el cual fue lanzado como el segundo sencillo el 21 de junio de 2019. Fue escrito por el bajista Mark Hoppus, el baterista Travis Barker y el guitarrista Matt Skiba, así como el productor John Feldmann y los compositores Benjamin Berger, Ryan McMahon y Ryan Rabin.

## Composición
A diferencia del sencillo anterior de la banda, "Blame It on My Youth ", "Generational Divide" usa un tono notablemente más agresivo y oscuro, a la vez que es mucho más corto que la mayoría de los sencillos anteriores de la banda.
La canción se basa en una discusión que Hoppus tuvo con su hijo cuando lo llevaba a la parada de autobús una mañana antes de la escuela. Luego, fue al estudio y escribió "Generational Divide" basada en la pelea. El tema de la canción era "nada cambia si nada cambia". En una entrevista con Kat Corbett en SiriusXM 's de litio , Hoppus explicó también que breve longitud de la canción fue el resultado de que sea recortado a partir de una canción de tres minutos que lo precede. Inicialmente, "Generational Divide" era una canción más larga con una estructura muy diferente: cambiaba entre tres cuartos y cuatro cuartos, lo que Hoppus describió como una reminiscencia de " She's Leaving Home" de The Beatles". Al final, el grupo prefirió el fragmento hacia su conclusión donde creció más rápido, y simplemente decidió cortar esa porción y liberarla.

## Recepción
Muchos críticos notaron que la canción era particularmente corta, pero también la elogiaron por la dirección más agresiva. Jon Blistein, de Rolling Stone, consideró que la canción "es una explosión de guitarras y tambores muy hardcore",ref>Blistein, Jon; Blistein, Jon (21 de junio de 2019). «Watch Blink-182’s New 50-Second Ripper ‘Generational Divide’». Rolling Stone (en inglés estadounidense). Consultado el 10 de julio de 2019.</ref> mientras que Chad Childers en Loudwire lo llamó "un parpadeo y es posible que te lo pierdas". Además, Collin Goeman de Alternative Press señaló las promesas anteriores de Travis Barker de regresar a un sonido más parecido al álbum sin título de la banda , calificándolo de "ilustración perfecta" de las declaraciones.

## Vídeo musical
El vídeo musical fue dirigido por Kevin Kerslake y lanzado el mismo día que la canción. Representa a la banda tocando en una pequeña habitación con las paredes, el piso y el techo cubiertos con volantes de conciertos de otros notables actos de punk rock, que incluyen, entre otros: Bad Brains, Bad Religion, The Descendents, The Misfits, Iggy Pop, Meat Puppets, Melvins, Motorhead, Fugazi, Cro-Mags, The Vandals, GBH, Youth of Today y Nirvana.

## Lista de canciones
- Descarga digital

1. "Generational Divide" – 0:49